# Kennington Park
Kennington Park är en park i Storbritannien.   Den ligger i grevskapet Greater London och riksdelen England, i den södra delen av landet, i huvudstaden London. Kennington Park ligger 7 meter över havet.
Terrängen runt Kennington Park är platt. Runt Kennington Park är det mycket tätbefolkat, med 6 959 invånare per kvadratkilometer. Närmaste större samhälle är City of London, 3,4 km norr om Kennington Park. Runt Kennington Park är det i huvudsak tätbebyggt.